# LIHKG討論區
LIHKG討論區，俗稱連登，是香港的網上討論區，由iOS高登討論區第三方應用程式「HKG+」演變而成，於2016年11月25日正式開始運作。2019年，LIHKG討論區登上Google香港年度搜尋榜熱爆關鍵字及頭條榜首。
網站域名為lihkg.com，但也可以通過縮短域名lih.kg訪問。

## 成立背景
高登討論區一直設有手機版頁面及智能手機應用程式，惟使用者體驗一直為人詬病，不少第三方瀏覽程式應運而生。不過，高登管理員聲稱該等程式緩存高登論壇資料以加快程式瀏覽速度，反影響高登官方頁面瀏覽速度，影響高登瀏覽人次；更指控部份程式涉及攻擊高登伺服器。高登管理員於是開始阻止第三方程式讀取論壇資料。其中頗受Android用戶歡迎的「LIHK HKGolden」於2014年一度遭封殺，後來與高登行政總裁林祖舜商談後，同意程式由免費改為收費10港元，並去除程式廣告，程式得以再次上架。至2016年10月25日，iOS的高登討論區瀏覽程式「HKG+」亦因違反API使用條件，接獲警告後半年仍未停止緩存高登論壇資料，故不再獲高登授權作第三方程式，須立即停止普通用戶的服務，VIP用戶則可使用至11月25日；而其他第三方瀏覽程式則未受影響，事件於高登討論區引起討論，更有人提議應藉此「另起爐灶」成立新討論區。
LIHKG討論區早期只提供iOS平台應用程式。Android平台應用程式於2016年11月28日晚上開始提供下載，測試版網站隨後推出。

### 影響
LIHKG討論區的開設被視為高登討論區運作以來最大的挑戰。LIHKG討論區開始運作一個月後，註冊會員人數超過7萬，每日平均貼文1400貼，每日平均回覆數量7萬回。同期高登討論區每日平均貼文570貼，每日平均回覆數量1.7萬回。從此高登討論區亦被稱作「舊登」。

### 高登討論區網主回應
2016年11月29日林祖舜接受《蘋果日報》訪問時，指出「高登流量未見受影響，每日Page View維持約600萬」。林祖舜指出，高登討論區禁止「HKG+」，是因「HKG+」違反不能自行賣廣告、不能私自暫存網頁內容的條款。林祖舜認為今次事件是有人有組織地，希望分化、打散香港一個有極高凝聚力的平台，「情況嚴重過鎅票」。他亦表示，有人偽充前高登討論區員工，去發散一些他將要下台、以及iPhone上不到高登官方App等不盡不實、抹黑的消息，認為「情況唔似係一個普通寫App人做」。他強調，公司沒有派打手到「LIHKG討論區」呼籲人回歸高登，高登亦將就不實消息發表澄清。被問到何以封殺於高登宣傳LIHKG用戶，他表示高登一向不容宣傳商業品牌，「條界線冇變過」。他又指，已向蘋果提交新iOS版本應用程式，希望速度上有所改善，會繼續做好高登，令會員回歸。高登管理團隊亦於同日於高登發表公告，重申上述論點。
不過，事隔數天，林祖舜於高登刊出以「與時並進重新出發」為題的公開信，向一眾高登巴絲致歉，信內提到「我希望維持到一個畀大家可以暢所欲言嘅討論區，但卻忽略咗最根本嘅問題，討論區喺使用體驗上未能與時並進，忽略咗一班手機App用家，在此我希望可以向一眾手機App用家致深切歉意。」，並決定「以後同高登討論區相關嘅重大決定，都會先發帖諮詢各會員嘅意見。」

### 高登討論區連續封鎖用戶
於LIHKG討論區開設後，高登開始出現不斷封鎖用戶的情況。被ban者多數曾發表言論支持或宣傳LIHKG，後來發展至PM內容或留言內容只要出現「LIHKG」即會被ban，至今受害帳號已多不勝數。事件更激發用戶擔心私隱問題，因情況反映所有會員間的PM亦會經高登網主或系統檢閱。

## P牌制度
在2019年反對逃犯條例修訂草案運動爆發後，因有大量會員投訴有大量疑似新會員（連登按每名會員的加入時間給予ID號。新會員ID數值更大）「五毛」或「打手」發帖，後來推出P牌制度，新加入的會員名稱旁會顯示一個紅色「P」字（源於香港駕駛執照新申領人需於汽車前後方貼上紅色「P」牌，即「暫准駕駛執照」（英語：Probationary driving licence），以供其他駕駛者和行人識別「新手」駕駛者），供討論區其他會員識別新會員。新會員使用180日後就可「甩P」，期間每天只可開設一個主題，所有回覆強制無「推文」效果，除會員在回覆時手動開啟「不推文回覆」外，將不會於內文中作出（手掌圖）標示及無法對所有主題或回覆作出評分。

## 涉及社會事件

### 新屯門中心三屍命案
2018年6月19日，個別網民涉及當時的新屯門中心三屍命案，有人發表爭議性言論，開帖以氦氣進行自殺之可行性進行「學術討論」。部分LIHKG會員涉及沒有制止其他用戶（案中死者）自殺的想法，甚至鼓吹自殺。最終，網站管理團隊發表公告對事件感到惋惜。

### 反對逃犯條例修訂草案運動
從2019年5月起，LIHKG討論區成為討論修訂逃犯條例的重要平台之一。有反修例的會員發起各種文宣及組織行動，並在6月9日及16日遊行、以及6月12日及21日的佔領行動有着重大的影響力，獲多個本地、外國媒體所報導，包括日本放送協會、《洛杉磯時報》等。所組織的行動亦獲得香港立法會議員鄺俊宇、香港眾志秘書長黃之鋒以及民間人權陣線的支持及意見參考。《時代雜誌》稱是次示威屬一場「無領導者運動」，由個人利用網絡連接社會，匿名而快速地互通訊息，群起聚集到外國駐港領事館、包圍警察總部等各項活動。抵禦修例的LIHKG人發起網上「眾籌行動」，並成功收集300萬港元。
運動期間，抗爭者經常以討論區的原創表情符號「連豬」和「連狗」作為文宣，包括衣着打扮、連儂牆的裝飾。甚至二次創作，使用作為支持抗爭者陣營的店舖認證標記（米豬連），以吸引抗爭者光顧。2020年9月，油尖旺區議會通過在節日燈飾中增設「連登豬」的方案，然而被民政署反對，最終需要更改設計。
於8月31日香港反對逃犯條例修訂草案示威及全球反極權大遊行前，LIHKG討論區都曾遭受大型DDoS網絡攻擊致暫停運作。
隨後討論區亦多次受到中國共產黨當局控制的分散式阻斷服務攻擊工具「大炮」攻擊，導致服務一度受到阻礙。

#### 監警會報告
監警會的首階段報告發表於2020年5月15日，報告中有獨立篇章對7.21日元朗站事件及8.31太子站事件作出審視，當中大量引用了包括連登討論區等網上平台所流傳的相片、文宣、網民言論，其中一篇被引用的文宣「7月21日得元朗、得天下」，更早在當天之前已被澄清為偽造圖片。然而該些互聯網訊息被監警會形容為「日後示威活動的推動力」，「831打死人」之說亦被監警會定性為謠言，並作為前題對事件進行分析，從而得出了警方應該阻止謠言在網上湧現的結論。
香港中文大學政治與行政學系副教授馬嶽表示，報告中的資料有不同出處屬常事，但監警會報告多以警方的論述為參考，未能看到引用連登內容的客觀基礎， 難以令人信服。香港理工大學助理教授鍾劍華則指出，引用資料取決於呈現的角度及判斷基礎是否堅實，而監警會報告所作的判斷與所引用的資料明顯不符。

#### 會員被控煽動罪
會員帳戶「老鳳」（帳戶號碼為「#48234」）持有人，被控於該討論區發表有關反對逃犯條例修訂草案運動的言論，觸犯「具煽動意圖的作為罪」，2022年10月25日被裁定罪成，判囚六個月。「老鳳」真名為陸挺峯，是一名三十多歲的政府公務員，職務為稅務局「二級系統分析/程序編製主任」。（案件編號：WKCC2700/2022）
前香港中文大學學生會代表會成員（敬文書院民選代表）王浩鏘被控2022-2023年期間於該討論區（ 賬戶名稱為「祥哥浴火焚身」）及Facebook發布涉及港獨與批評香港政府防疫政策的煽動性陳述或影像，2023年3月27日被裁定罪成，判囚五個月。（案件編號：WKCC93/2023）
會員帳戶「雲海」持有人，被控於該討論區發表煽動他人傷害法官和警察，以及蓄意傳播新冠病毒的言論，觸犯「煽惑他人有意圖而導致身體受嚴重傷害」罪、「煽惑他人有意圖而傷人」罪及「煽惑他人使其他人蒙受感染的危險」罪，2023年5月12日被裁定罪成，合共判囚十一個月。「雲海」真名為鍾志超，是一名三十二歲的冷氣維修工人。（案件編號：DCCC 514/2022）

## 其他知名話題
- 以香港女藝人彭慧中為主題的長期帖文「J慧中時間又到了」提升了彭慧中的知名度。[32][33][34]
- 舉辦多年的「女神聯賽」，由會員票選女藝人。[35]

## 評價

### 正面
有文章指出抗爭運動的參與者能通過連登討論區和Telegram等網站和應用程式，在「無大台」的大型社會運動下，營造虛擬「雲端大台」來作關鍵決策和提供大方向。討論區上年輕人各抒己見，甚至激烈辯論，最終每每能夠達成一種「隱性民主」，即不經投票卻實現少數服從多數。
在遊行現場有連登討論區網民指出連登這種「去大台」的平台，連結了一眾香港人，它通過網絡集百家之大成，為反送中運動注入了新想法、新動力，並起到宣傳、動員的作用。

### 負面
屬於建制派的香港立法會議員何君堯形容連登討論區是「暴徒」交流和分享策略的平台，醞釀「港獨」分子的罪惡溫床，並指討論區中成員公開討論各種襲擊警員的方法、不斷煽動他人參與非法遊行，亦有人將警員私隱資料公開示眾。認為這違反《刑事罪行條例》第7、9及10章。他因此去信行政長官林鄭月娥請求對方考慮引用《緊急法》取締之。

## 知名會員
- 邱文勁（帳戶名稱：椰子是無辜的）[40]
- 我要攬炒
- 麵咪媽（已故）
- 老鳳（見會員被控煽動罪）
- 祥哥浴火焚身（見會員被控煽動罪）
- 雲海（見會員被控煽動罪）
- 狗宮格

### 網絡作家
- 理想很遠
- 有心無默

## 相關
- 高登討論區
- 膠登討論區
- 林祖舜
- 品蔥
- 老豆搵仔
- Komica
- 批踢踢
- 4chan
- Reddit
- 宽带山

## 外部連結
- 官方网站